# جيوفاني تيديسكو

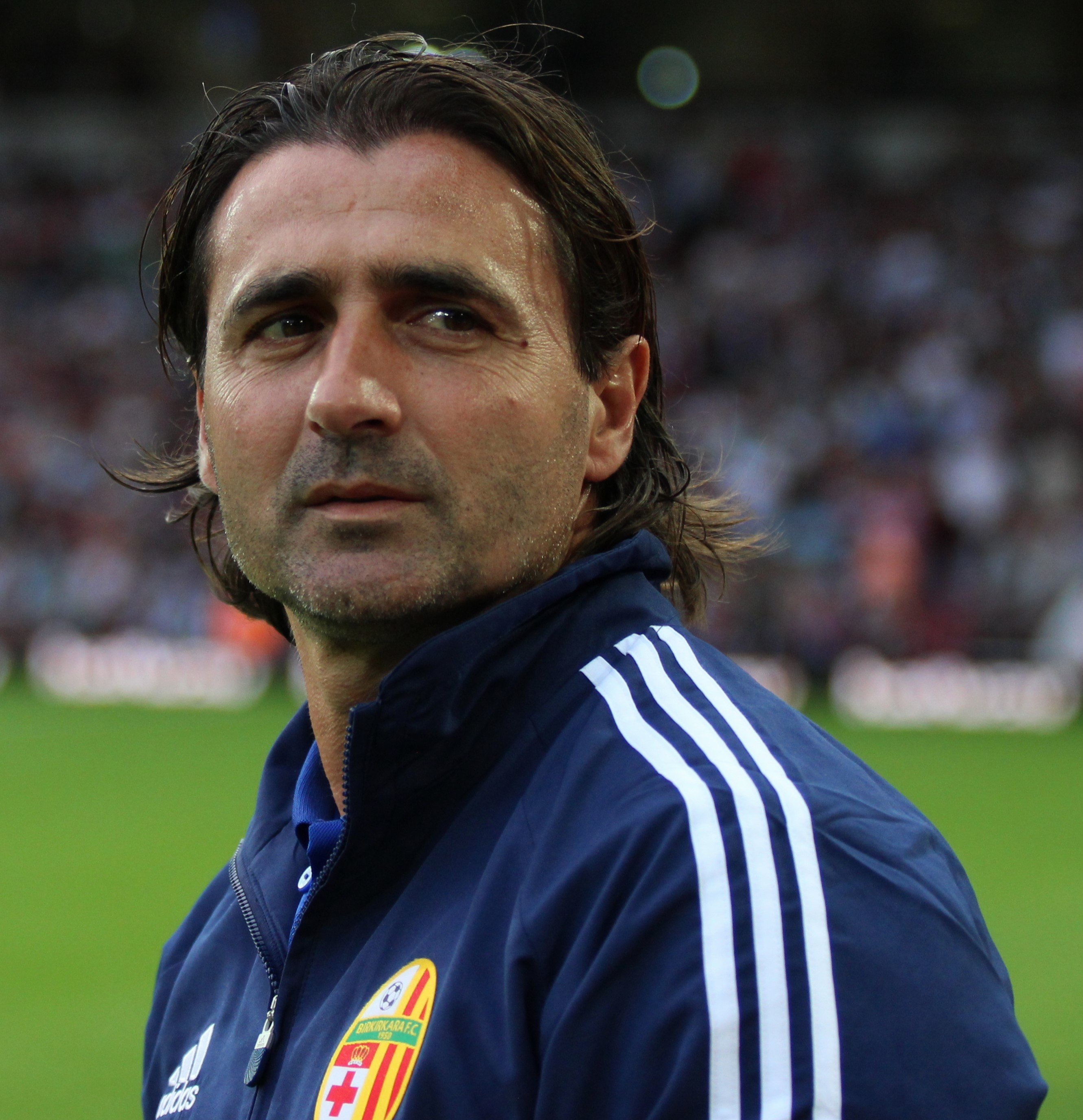

جيوفاني تيديسكو (بالإيطالية: Giovanni Tedesco)‏ (مواليد 13 مايو 1972 في باليرمو - إيطاليا) لاعب كرة قدم إيطالي يلعب حاليا لصالح نادي الدرجة الأولى باليرمو الإيطالي منذ 2006 في مركز الوسط المحوري .

## روابط خارجية
- جيوفاني تيديسكو على موقع قاعدة بيانات كرة القدم.إي يو (الإنجليزية)
- جيوفاني تيديسكو على موقع عالم كرة القدم.نت (الإنجليزية)